# Baile de los pollos
El baile de los pollos es un baile típico del norte de León y del sur de Asturias, sobre todo de los concejos de Cangas del Narcea, Somiedo , Degaña, Quirós, Teverga y Riosa.
Este baile tradicional se celebra sobre todo en los pueblos de alta montaña y en algunas localidades de Teverga y Riosa. Se cree que su procedencia es leonesa, pues es en León donde más tradición tiene. 

## Bailes
El baile comienza cuando empieza a tocar el panderode un señor tocado por el cantante. Dos muchachos" del pueblo invitan a dos "muchachas",juntándose para formar un corro y bailar mientras suena la música. Una vez acabada la música los muchachos se van y las muchachas  invitan a entrar a otros dos muchachos .Una vez acabada la música en esta ocasión se retiran las muchachas y los muchachos que quedan invitan a otras dos muchachas y así sucesivamente.
- Datos: Q5716707